# The Fame Ball Tour
The Fame Ball Tour var den amerikanske sangerinde, Lady Gagas debutturné. Turnéen skulle promovere debutalbummet, The Fame (2008). I Nordamerika begyndte koncerterne i marts, hvorefter der fulgte en rækker koncerter i først Oceanien og derefter i Europa. Senere kom Gaga til Asien. Hun optrådte også som en del af turen ved Englands V Festival. Gaga beskrev turnéen som en slags museumsshow i Andy Warhol-stil.